# 火星人刑事
『火星人刑事』（かせいじんデカ）は、安永航一郎の漫画。『ウルトラジャンプ』（集英社）1997年No.14から2002年9月号まで連載された。
単行本の刊行は2001年に第5巻が出て以降止まっており、2020年現在、本作と同じく最終巻である第6巻が発売するまで4年もかかった『陸軍中野予備校』よりも長いブランクになっている。

## あらすじ
舞台は金滅亜（キンメリア）高校。学生潜入捜査官・5代目火星人刑事として活躍している主人公栗瀬十晴は、一見普通の高校生だが、年齢は30歳。進級などで足がつかないように、2年おきに転校を繰り返していた。十晴は「巾着（きんちゃく）!」という掛け声とともにスカートを裏返し、いわゆる茶巾の姿の火星人に変身することができる。火星人スーツは耐火性、通気性、攻撃力に優れており、足を駆使した必殺武術「火星人殺法」を使うことも可能になる（ただし、下半身はパンツ一枚の丸出しで手は使えない）。火星人の秘密を知ったものは消される運命にあるはずだったが、後半は公衆の面前で平然と変身したりしている。
そんな十晴の目的は、学生に成りすまし料理研究部として悪行を繰り返す織田川あかねを捕まえる事。だが、実はあかねは行方不明だった初代火星人刑事（42歳）だった。

## 主要登場人物
栗瀬十晴（くりせ とはる）
本作の主人公。女性。年齢：30歳。職業：警察官（5代目火星人刑事）
10数年のキャリアを持つ火星人刑事。
友人はどんどん結婚して行き彼女も寿退職を心待ちしているらしいが、職務には熱心で、宿敵・織田川あかねとその手下集団と日夜戦い続ける。しかし、給料は減らされ、幹部にはつるし上げをくらい、満身創痍の報われない日々。それゆえ性格や考え方も微妙にひねくれてしまっている。
歴代刑事の中では身体の頑丈さが超人級であり、直属上司の黒羽曰く「織田川に長期かかわって未だ大した怪我してないのは栗瀬くらい」、火星人養成コースの候補生たち曰く「技も無いのに体力だけで火星人刑事になった」との事。
火星人殺法の実力は結構上位にあり、候補生レベルでは太刀打ちできない。
北原京（きたはら みやこ）
栗瀬の助手的存在（現地調達の民間協力者）。女性。高校生。名前は「北京原人」から採られたらしい。
国際レベルの柔道の達人。かつて海外の選手との試合に破れ、鍛え直すとの口実の元に朝鮮半島の山奥に投下され、自力帰還する過程で柔道の枠を超える「サバイバル柔道」を身に着けた。しかしサバイバル柔道は国際ルールに則っていないため、結局どんな公式試合にも使えない。
サバイバル柔道習得の恩恵であろう身体能力は、生半可な力では破れない鋼線入り火星人スカート（スーツ）を引き裂くほど。
栗瀬には主として食べ物で手なずけられている。柔道と食事以外興味が無いように見えるが、アダルトビデオ評論家としての意外な側面をも持ち合わせる。
栗瀬のよき助手として活動し、その身体能力の高さと素質から、ついに8代目火星人刑事を拝命することになる。
織田川あかね（おだがわ あかね）
警察の重要手配人物であり、初代火星人刑事でもある。女性。42歳。高校生。
火星人課設立の功労者だったが、ある日突然失踪。以後15年間、年齢を詐称して学校を渡り歩き、学生を悪の道に引きずりこんではあくどい商売を繰り返す。火星人刑事の2～4代目は皆彼女によって返り討ちに遭っており、歴代最強の実力と経験を持つ元火星人刑事。金滅亜高校では「お料理研究部」の部長を務め、部員を手足のごとく使い悪事を重ねている。
40過ぎには絶対見えない若作りで小柄な体格ながら火星人殺法の実力は最強無比で、未だに歴代火星人刑事の誰もが及びもつかないハイレベルにある。
かつて世界中の格闘家・武道家達を手篭めにして回った結果、色んな国とのハーフの娘が全世界に4～5人いるらしい。
その目的は強い血を次代に遺すためだったが、火星人刑事の使命を捨ててまで血を遺そうとしたのは、実は火星人殺法の意義に関わる事であった。
織田川雪風（おだがわ ゆきかぜ）
織田川あかねの娘。年齢：14～15歳。無職。
幼い頃病弱だった（織田川が懐妊のまま逃亡中に腹部に打撃を受けた事が原因）が、母に面会に来てもらうべく激しい自己訓練の結果、現在は超人的な体力と格闘力を持つ180cm近い長身に成長した。
織田川が火星人刑事を倒すために火星人キラーとして育てたつもりが、北原に敗れてから彼女を敬愛するようになってしまった。
犯罪は平気で働くが、妙に正々堂々としており、栗瀬から財布を奪い取ろうと戦いを挑んだ際、栗瀬に出し抜かれて空の財布を取ってしまい、無銭飲食をやってしまったことがある（一方の栗瀬は「相手が財布を狙ってるのに中身そのままにしとくわけないっしょ」と財布に入っていた現金を事前に全て抜き取っており、一緒にいた北原から「ずるがしこい」と賞賛されていた）。
織田川の悪徳商売は雪風の治療費を稼ぐためだったらしいが、雪風が丈夫になっても悪事をやめる様子は無い。それもそのはず、世界に数人いる織田川の子供のうち最も織田川の理想に近い成長を示した雪風に、火星人殺法を継承させる事こそ織田川の目的のひとつであり、その準備のため資金がありすぎて困ることはなかったからである。
そして雪風は、己のポテンシャルを持って母の期待に応えてしまう事になる。
百道（ももち）課長
警視庁火星人課の課長。火星人道場統主。男性。
織田川あかねと共に火星人課を創設。現在も火星人課の頂点にいる。男だがスカートをはいて火星人殺法を使う。
火星人殺法・湖南山（こなんざん）流の伝承筋の家系ではないが、本家筋の伝承者候補が次期統首を辞退、分家筋の伝承者候補が余りに駄目人間だった事情も味方して、当時の門下生筆頭の百道が統首を拝命した。
黒場（くろば）課長補佐
警視庁火星人課の課長補佐。女性。33歳。
百道の部下、栗瀬の上司にして4代目火星人刑事。一寸きつめな感じの美人。栗瀬にだまされてアダルトビデオに出演してしまう。ヘアバンドのようなものをいつも着けている。
かつて織田川あかねの野球賭博の証拠を握り、彼女の高飛び追跡時に自転車に細工されて事故を起こした上、そこに奇襲をかけてきた織田川が繰り出した足技を神経に食らって火星人殺法を使えない体にされた。そのため現場任務を引退し、現在は内勤での現場サポートが中心。
三浦伊豆美（みうら いずみ）（旧姓：山口）
かつて屋内戦闘のエキスパートと呼ばれた2代目火星人刑事だったが、今は引退して主婦。中学生男子の息子がいる。一戸建てに住み平和な生活。
しかし、火星人の過去はそんな平和を許してくれなかった。色々経緯があり、織田川あかねの娘雪風を引き取ることになる。裏表のあるキャラクター。
柏持（かしわもち）ちまき
7代目火星人刑事。超小柄な体格を活かして、主に幼稚園児くらいの要人警護任務を中心に活動するが、実年齢22歳。火星人スーツも体格に合わせたミニサイズであり、一時借用した栗瀬が巾着したがサイズが合わず窒息しかけた。
火星人刑事を拝命したということは相応の実力があるはずだが、直接戦闘においてはあまり活躍場面がない。
建設業界大手・豊富士グループ会長の孫（幼稚園児）警護任務中に織田川あかねに襲撃されて、以降、織田川がらみの事態にちょこちょこ首を突っ込むことになる。
柿沼純（かきぬまじゅん）
火星人刑事を養成する湖南山（こなんざん）特別研修所の教官で、栗瀬十晴の同期生。栗瀬同様に若作りの30歳。
かつて栗瀬と5代目の座を争ったほどの実力の持ち主だが、当時、最終検定で柿沼がトイレでタバコを吸ったのがバレて退学、棚ボタで栗瀬が5代目を拝命した経緯がある。
候補生たちからの信頼はそれなり厚い。
ショッカー（食化：お料理研究部食品化学斑の略）
洋子（ようこ：洋食担当）、華子（はなこ：中華担当）、サトミ（デザート担当）の3人娘で構成されている。部長の織田川あかねの悪事に加担し、あごでこき使われている。織田川が入部するまでは普通の料理研としてまともなクラブ活動をしていたらしい。洋子が一番中心的役割を果たしているらしい。
イザベル
スペイン人。女性。推定年齢：約17～18歳（北原とほぼ同年代）
織田川がスペインからスカウトしてきた、対火星人刑事用切り札。実は火星人はスペイン人には勝てないという因縁があったのである。しかも柔道の国際親善試合で北原に勝ち、北原が朝鮮半島に放り出される原因を作ったことすらあるという一種無敵の存在。
しかし、お祭りの催し物で雪風と野球拳をやり、2人ともほとんど裸になってしまう。無敵の売り込みだったが、結構抜けたところもある。
実はその生まれには、イザベル本人が知らない織田川あかねに深く関わる秘密があった。
石井巡査（女性警察官）
栗瀬の後輩警察官。栗瀬と同じ独身寮（火之車寮）に住んでいる。花火大会の警備のときに痴漢の人質になってしまう。